# Veikkausliiga 1997
La Veikkausliiga 1997 fu l'ottantottesima edizione della massima serie del campionato finlandese di calcio, l'ottava come Veikkausliiga. Il campionato, con il formato a girone unico e composto da dieci squadre, venne vinto dall'HJK. Capocannoniere del torneo fu Rafael, calciatore dell'HJK, con 11 reti realizzate.

## Stagione

### Novità
Dalla Veikkausliiga 1996 vennero retrocessi l'Ilves, l'Haka e l'MP, mentre dalla Ykkönen è stato promosso il TP-Seinäjoki. Il campionato passo da dodici a dieci squadre partecipanti.

### Formula
Dopo il formato a doppia fase della stagione precedente, il formato tornò alla fase singola. Le dieci squadre si affrontavano tre volte nel corso del campionato, per un totale di 27 giornate. La prima classificata era decretata campione di Finlandia e veniva ammessa alla UEFA Champions League 1998-1999. La seconda classificata veniva ammessa alla Coppa UEFA 1998-1999. Se la vincitrice della Suomen Cup, ammessa alla Coppa delle Coppe 1998-1999, si classificava al secondo posto, la terza classificata veniva ammessa alla Coppa UEFA. L'ultima classificata veniva retrocessa direttamente in Ykkönen, mentre la nona classificata affrontava la seconda classificata in Ykkönen in uno spareggio promozione/retrocessione.

## Squadre partecipanti
| Club         | Città        | Stadio                        | Stagione 1996             |
| ------------ | ------------ | ----------------------------- | ------------------------- |
| FinnPa       | Helsinki     | Töölön Pallokenttä            | 4º posto in Veikkausliiga |
| HJK          | Helsinki     | Töölön pallokenttä            | 9º posto in Veikkausliiga |
| Inter Turku  | Turku        | Kupittaa                      | 6º posto in Veikkausliiga |
| Jaro         | Jakobstad    | Jakobstads centralplan        | 5º posto in Veikkausliiga |
| Jazz         | Pori         | Porin stadion                 | Campione di Finlandia     |
| MyPa         | Anjalankoski | Saviniemi                     | 2º posto in Veikkausliiga |
| RoPS         | Rovaniemi    | Rovaniemen Keskuskenttä       | 8º posto in Veikkausliiga |
| TP-Seinäjoki | Seinäjoki    | Seinäjoen Keskuskenttä        | 1º posto in Ykkönen       |
| TPS          | Turku        | Kupittaa                      | 3º posto in Veikkausliiga |
| VPS          | Vaasa        | Hietalahden jalkapallostadion | 7º posto in Veikkausliiga |

## Classifica finale
|  | Pos. | Squadra      | Pt | G  | V  | N  | P  | GF | GS | DR  |
|  | ---- | ------------ | -- | -- | -- | -- | -- | -- | -- | --- |
|  | 1.   | HJK          | 58 | 27 | 18 | 4  | 5  | 53 | 18 | +35 |
|  | 2.   | VPS          | 48 | 27 | 13 | 9  | 5  | 40 | 20 | +20 |
|  | 3.   | FinnPa       | 39 | 27 | 10 | 9  | 8  | 27 | 36 | -9  |
|  | 4.   | TPS          | 38 | 27 | 10 | 8  | 9  | 43 | 41 | +2  |
|  | 5.   | MyPa         | 37 | 27 | 8  | 13 | 6  | 31 | 23 | +8  |
|  | 6.   | RoPS         | 33 | 27 | 9  | 6  | 12 | 31 | 30 | +1  |
|  | 7.   | Jazz         | 31 | 27 | 8  | 7  | 12 | 31 | 42 | -11 |
|  | 8.   | Jaro         | 28 | 27 | 8  | 4  | 15 | 33 | 48 | -15 |
|  | 9.   | TP-Seinäjoki | 27 | 27 | 5  | 12 | 10 | 22 | 34 | -12 |
|  | 10.  | Inter Turku  | 26 | 27 | 6  | 8  | 13 | 23 | 42 | -19 |

Legenda:
      Campione di Finlandia e ammessa alla UEFA Champions League 1998-1999
      Ammesse in Coppa UEFA 1998-1999
      Ammessa in Coppa Intertoto 1998
 Ammessa allo spareggio promozione-retrocessione
      Retrocesse in Ykkönen
Note:
Tre punti a vittoria, uno a pareggio, zero a sconfitta.

## Spareggio promozione/retrocessione
|               | Risultati |               | Luogo e data              |
| ------------- | --------- | ------------- | ------------------------- |
| Pallokerho-35 | 3-1       | TP-Seinäjoki  | Helsinki, ? ottobre 1997  |
| TP-Seinäjoki  | 4-4       | Pallokerho-35 | Seinäjoki, ? ottobre 1997 |
|               |           |               |                           |

## Statistiche

### Classifica marcatori
| Gol |  |  | Giocatore          | Squadra |
| --- |  |  | ------------------ | ------- |
| 11  |  |  | Rafael             | HJK     |
| 10  |  |  | Ismo Lius          | RoPS    |
| 10  |  |  | Jyrki Huhtamäki    | VPS     |
| 9   |  |  | Marco              | Jazz    |
| 9   |  |  | Petteri Kaijasilta | TPS     |
| 8   |  |  | Jari Vanhala       | FinnPa  |